# Prosoplus pilipennis
Prosoplus pilipennis är en skalbaggsart som beskrevs av Stefan von Breuning 1982. Prosoplus pilipennis ingår i släktet Prosoplus och familjen långhorningar. Inga underarter finns listade i Catalogue of Life.